# Глонти, Григорий Ражденович
Григорий Ражденович Глонти (1920, село Квемо-Акети, Озургетский уезд, Кутаисская губерния, Грузинская демократическая республика — неизвестно, село Квемо-Акети, Ланчхутский район, Грузинская ССР) — звеньевой колхоза имени Кагановича Ланчхутского района, Грузинская ССР. Герой Социалистического Труда (1951).

## Биография
Родился в 1907 году в крестьянской семье в одном из сельских населённых пунктов Озургетского уезда. После окончания местной начальной школы трудился в сельском хозяйстве. Во время коллективизации вступил в колхоз имени Кагановича Ланчхутского района. На протяжении нескольких лет показывал высокие трудовые результаты в чаеводстве. В послевоенное время возглавлял звено в этом же колхозе. За выдающиеся трудовые достижения по итогам работы в 1947 году награждён Орденом Ленина.
В 1950 году звено под его руководством собрало 8450,9 килограмма с площади 2 гектара. Указом Президиума Верховного Совета СССР от 5 июля 1951 года удостоен звания Героя Социалистического Труда за "получение в 1950 году высоких урожаев сортового зелёного чайного листа " с вручением ордена Ленина и золотой медали «Серп и Молот» (№ 6632).
После выхода на пенсию проживал в Ланчхутском районе. Дата смерти не установлена.
Награды
- Герой Социалистического Труда
- Орден Ленина — дважды (29.08.1949; 1951)